# 晨报周刊
《晨报周刊》是潇湘晨报社创刊于2007年12月的一份杂志。 2018年1月1日起，杂志正式休刊。

## 历史
《晨报周刊》于2013年4月进行改版，改版后该报面向湖南全省发行。